# Objektrelationsteori
Objektrelationsteori är en teori inom psykoanalysen om hur människor utvecklas till att känslomässigt relatera till och interagera med andra. Teorin utgår från antagandet att människan omedvetet kategoriserar andra människor i ljuset av tidigare relationer (inre representationer av objekt), projicerar egenskaper från dessa objekt på den nya kontakten, och därefter samspelar med personen efter sina förutfattade meningar eller tidigare relationer. De inre representationerna utgör också en del av människans personlighet.

## Historia
Teorin utvecklades under 1930-talet av Melanie Klein, och utgår från den psykoanalytiska termen objektrelation, som betyder ett föremål för drift eller affekter (och avser som regel andra människor). Centralt för teorin är antagandet att människan under det första levnadsåret skapar känslomässiga strukturer via relationen till modern, och att dessa strukturer omedvetet ligger till grund för senare relationer genom att människan omedvetet tolkar andra människors karaktärer och avsikter i ljuset av moderrelationen. Därmed sker en omedveten överföring av känslor och drifter, från objektet modern till nya objekt. Under levnaden skaffar människor sedan sig fler mentala representationer utifrån vilka de tolkar objekt, varefter människor överför sina nya, förvärvade förväntningar och förutfattade meningar på objektet. Förmågan att uppfatta andra och interagera med dem på ett adekvat och moget sätt ökar normalt under levnaden, genom att nya möten nyanserar de grundläggande känslostrukturerna och representationerna. Axiomatisk för detta sökande av referenser och överföringar av känslor, är driften till samvaro, närhet och kärlek, att investera sina känslor i relationer och att därigenom vara en social varelse. Identifikationen med modern och senare andra objekt är ett annat fundamentalt antagande för objektrelationsteorin. Att skaffa sig sådana fungerande bibliotek av referenser hör samman med utbildandet av människans samvete och moral.

## Olika störningar
Överföringen av känslor och förväntningar kan vara mer eller mindre fungerande. Likaså kan människans uppsättning av referenser vara mer eller mindre nyanserade eller allmängiltiga. Personlighetsstörningar kan förklaras utifrån objektrelationsteorin som att människans förmåga att finna lämpliga representationer och därmed upprätta fungerande relationer, är störd. En psykopat har, enligt objektrelationsteorins förespråkare, investerat sitt kärleksbehov i sig själv, och betraktar andra som nyttiga idioter eller fiender. Den som har en paranoid personlighetsstörning uppfattar andra människor som illvilliga och onda, på grund av att tidigare relationer har varit störda. En fobisk personlighetsstörning kännetecknas av att tolka andra människors ageranden som uttryck för ringaktning och förakt. Narcissisten utmärks av tron att andra ska uppfatta honom som överlägsen utan att denna förväntning står i proportion till visad prestation. Detta är exempel på överföringar som inte är korrekta i ljuset av de faktiska avsikterna hos objektet, eller i ljuset av vad subjektet rimligen kan förvänta sig i samspelet. Sådana störningar brukar förklaras med att personen under socialisationen inte fått bekräftelse på sitt sanna jag, eller fått vissa allmänmänskliga behov av känslomässigt samspel tillgodosedda.
Objektrelationer kan skapa problem också för människor utan någon personlighetsstörning. Om objektet inte förstår överföringen uppstår en motöverföring, det vill säga en känsla av att inte bekräftas, förstås eller bejakas. Eftersom alla senare relationer syftar tillbaka på modern, och det kan förekomma en tendens till identifikation, kan objektrelationer leda till att individer bibehåller destruktiva förhållanden - de bär på en omedveten känsla av att de inte kan överge en individ som representerar deras relation till modern under det första levnadsåret (när modern är fundamental för deras överlevnad).  
Till objektrelationsteorin hör en form av psykoanalytisk metod som kallas psykodynamik. Den går ut på att medvetandegöra personen om inkorrekta eller inadekvata överföringar. En vanlig [källa behövs] uppfattning är att inadekvata överföringar kan bero på motsättningar mellan sexualitet (i vid, freudiansk bemärkelse) och aggressioner.

## Fallet Thomas Quick
I samband med Hannes Råstams och Dan Josefssons granskning av rättsprocessen och vården av Thomas Quick (nu Sture Bergwall) gavs objektrelationsteorin en avgörande betydelse. Hannes Råstam och Dan Josefsson hävdade att Thomas Quick utsatts för en avancerad form av objektrelationsteori vilken medfört att han falskeligen erkänt 39 mord och dömts för åtta av dessa. Dan Josefsson framhöll i sin granskning att vården av Thomas Quick kretsat kring psykoanalytikern Margit Norells teorier, med grund i objektrelationsteori. Enligt dessa teorier var Thomas Quicks påstådda dödande ett resultat av påstådda sexuella övergrepp från föräldrarna i barndomen. Förmågan att återskapa bortträngda minnen fick även en avgörande betydelse i vården av Thomas Quick.
Sture Bergwall är efter resning frikänd från alla de mord han dömts för. Sture Bergwall har sedermera tagit tillbaka alla påståenden om utförda mord och om sexuella övergrepp i barndomen. Han har vidare hävdat att hans berättelser planterades in i terapin av behandlande psykoanalytiker, som ett led i den objektsrelationsbaserade psykoterapin.